# Штопка

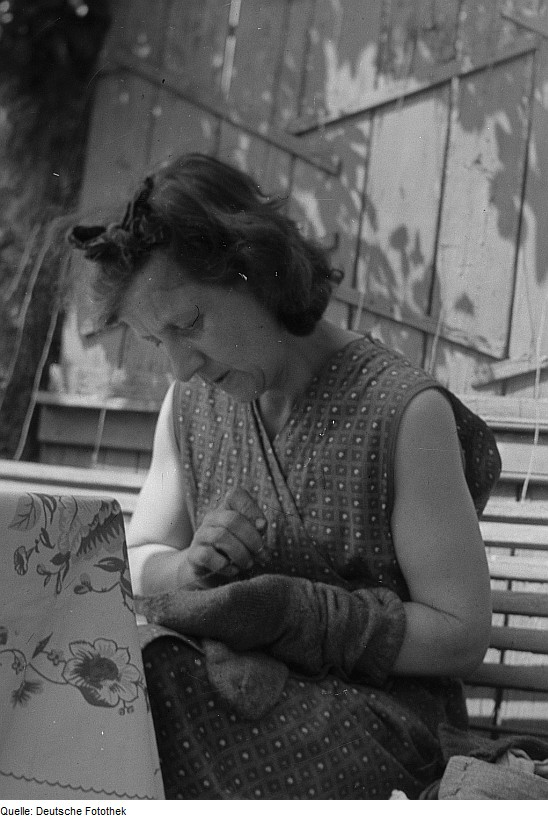
Женщина штопает носок

Што́пка — способ починки одежды, заделывание дыр в изделии путем переплетения нитей в определённом порядке.
Инструментом для штопки является иголка, а материалом — нитка, при этом на палец надевается напёрсток; нитка для штопки должна быть подобрана в цвет ремонтируемой вещи. Существует ручная штопка и машинная. При ручной штопке разорванное место одежды натягивают лицевой стороной вверх на твёрдый выпуклый предмет; в качестве предмета используют специальный грибок для штопки, деревянную ложку и т. п. В зависимости от направления движения нитей по отношению друг к другу, и способа их плетения между собой существуют разные виды штопки: 1) плотная штопка, 2) атласная штопка или диагональная, 3) узорная штопка 4) незаметная штопка.
Заштопать вещь можно и на швейной машинке, для этой цели производится и свободно продается специальное приспособление — швейная лапка для штопки, которая устанавливается при штопке вместо обычной лапки для прямой строчки. Однако, при отсутствии лапки для штопки заштопать материал можно и без неё, для этой операции нужно снять обычную лапку для прямой строчки.
При большом повреждении участка ткани, когда заштопать нет возможности, ставят заплатку.
В вышивке штопкой называют способ строчевой разделки, различают одинарную штопку, двойную штопку. Кроме того, при вышивании «штопкой» называют ещё и специальный шов.

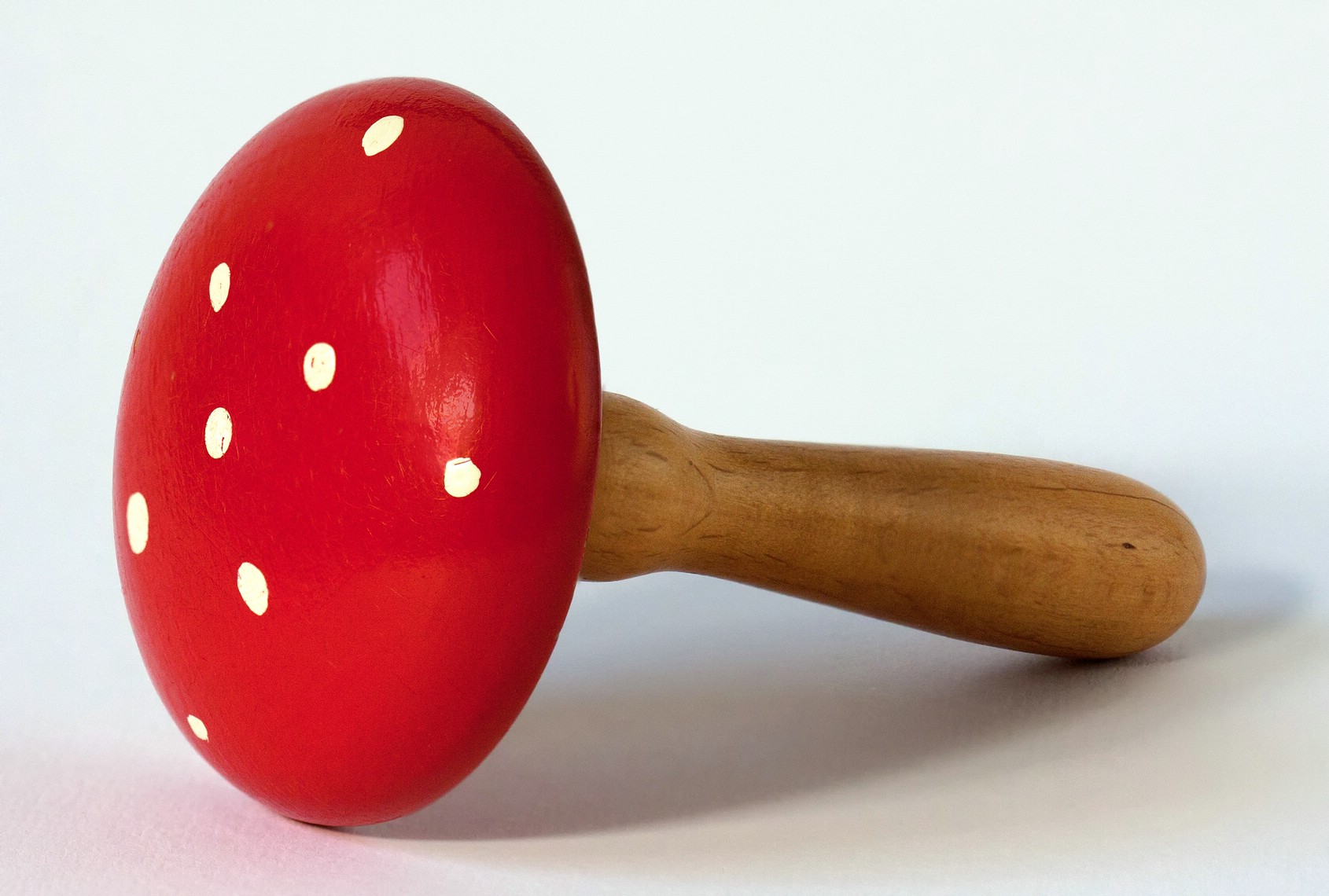
Грибок для штопки

## Этимология
Слово «штопка» образовано от глагола «штопать». Согласно Этимологическому словарь русского языка Макса Фасмера «штопать» является заимствованием из германских языков: нижненемецкий язык и нидерландский язык — «stорреn» («штопать»), нововерхненемецкий язык и средневерхненемецкий язык — «stорfеn» («штопать»); в германские языки слово попало из среднелат. stuppāre — «набивать паклей», в последний язык слово попало из др.-греч. στῡπ(π)εῖον — «пакля».